# Frassine
Frassine est une frazione située sur la commune de Monterotondo Marittimo, province de Grosseto, en Toscane, Italie. Au moment du recensement de 2011 sa population était de 53 habitants.

## Géographie
Le hameau est situé sur les Monts Métallifères, à 68 km à nord-ouest de la ville de Grosseto et à 10 km de le chef-lieu municipal.

## Monuments
- Sanctuaire de la Madonna del Frassine (XVIe siècle)[1]
- Ancienne èglise de San Regolo in Gualdo[1]
- Bagno del Re, ou Bagnaccio (VIIIe siècle)[1]